# Sept-mâts
 (janvier 2024).
La mise en forme du texte ne suit pas les recommandations de Wikipédia : il faut le « wikifier ».
Les points d'amélioration suivants sont les cas les plus fréquents. Le détail des points à revoir est peut-être précisé sur la page de discussion.
- Les titres sont pré-formatés par le logiciel. Ils ne sont ni en capitales, ni en gras.
- Le texte ne doit pas être écrit en capitales (les noms de famille non plus), ni en gras, ni en italique, ni en « petit »…
- Le gras n'est utilisé que pour surligner le titre de l'article dans l'introduction, une seule fois.
- L'italique est rarement utilisé : mots en langue étrangère, titres d'œuvres, noms de bateaux, etc.
- Les citations ne sont pas en italique mais en corps de texte normal. Elles sont entourées par des guillemets français : « et ».
- Les listes à puces sont à éviter, des paragraphes rédigés étant largement préférés. Les tableaux sont à réserver à la présentation de données structurées (résultats, etc.).
- Les appels de note de bas de page (petits chiffres en exposant, introduits par l'outil «  Source ») sont à placer entre la fin de phrase et le point final[comme ça].
- Les liens internes (vers d'autres articles de Wikipédia) sont à choisir avec parcimonie. Créez des liens vers des articles approfondissant le sujet. Les termes génériques sans rapport avec le sujet sont à éviter, ainsi que les répétitions de liens vers un même terme.
- Les liens externes sont à placer uniquement dans une section « Liens externes », à la fin de l'article. Ces liens sont à choisir avec parcimonie suivant les règles définies. Si un lien sert de source à l'article, son insertion dans le texte est à faire par les notes de bas de page.
- La présentation des références doit suivre les conventions bibliographiques. Il est recommandé d'utiliser les modèles {{Ouvrage}}, {{Chapitre}}, {{Article}}, {{Lien web}} et/ou {{Bibliographie}}. Le mode d'édition visuel peut mettre en forme automatiquement les références.
- Insérer une infobox (cadre d'informations à droite) n'est pas obligatoire pour parachever la mise en page.

Pour une aide détaillée, merci de consulter Aide:Wikification.
Si vous pensez que ces points ont été résolus, vous pouvez retirer ce bandeau et améliorer la mise en forme d'un autre article.

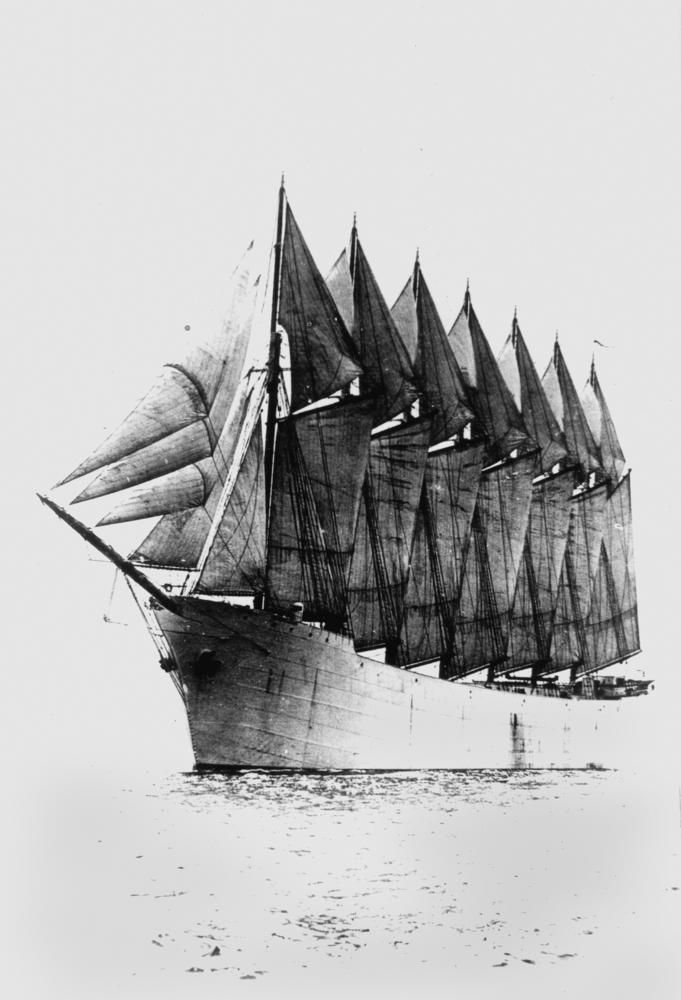
La silhouette du Thomas W Lawson avec ses sept mâts, parait irréelle. Il possède encore le record du nombre de mâts. Ce navire, peu maniable, était dangereux à opérer.

Un sept-mâts (Seven-masted ship en anglais) est un navire à voiles doté de sept mâts. Un seul voilier à sept mâts a été construit en 1902. Il s'agit d'une goélette qui n'existe plus aujourd'hui. Elle constitue le record avéré pour le nombre de mâts.

## Contexte et historique

### Projet d'un huit-mâts abandonné
La construction d'une goélette à huit mâts a été évoquée dans le Nautical Gazette de décembre 1901. L'article évoque les matériaux nécessaires à sa construction et ses dimensions : 400x52x30 pieds (soit 122 × 16 × 9 m). Un tel navire n'a jamais été construit ; c'est le sept-mâts Thomas W. Lawson qui fut lancé en 1902.

### Un type de navire inadapté
L'histoire des sept-mâts est liée à celle des six-mâts. Leur arrivée a coïncidé avec l'essor des navires de commerce à moteur et a témoigné du dernier élan de la marine marchande à voile, pour tenter de rivaliser, en augmentant vitesse et charge des voiliers, notamment pour le transport du charbon et du pétrole en Amérique du Nord. Mais ce dernier effort n'a pas suffi. Les bateaux de commerce à voile ont disparu durant la première moitié du XXe siècle. En raison de leur très grande surface de voilure, ils étaient difficiles et dangereux à manœuvrer. Le seul exemplaire construit a coulé en 1907 après cinq ans de service seulement.

### Les bateaux-trésors chinois
Les récits des expéditions maritimes de Zheng He mentionnent l'existence de navires de 5 à 9 mâts, les bateaux-trésors. Les dimensions de ces navires sont actuellement controversées. Il semblerait aussi que les mâts n'étaient pas tous utilisés simultanéments.

## Liste exhaustive des sept-mâts

### Navires disparus
- Thomas W. Lawson (1902)